# Stanisław Jan Majewski
Stanisław Jan Ignacy Starża-Majewski herbu Starykoń (ur. 13 listopada 1860 w Lublinie, zm. 22 maja 1944 w Warszawie) – polski inżynier, przemysłowiec, pisarz, poseł na Sejm Ustawodawczy w II RP z ramienia Związku Ludowo-Narodowego.

## Życiorys

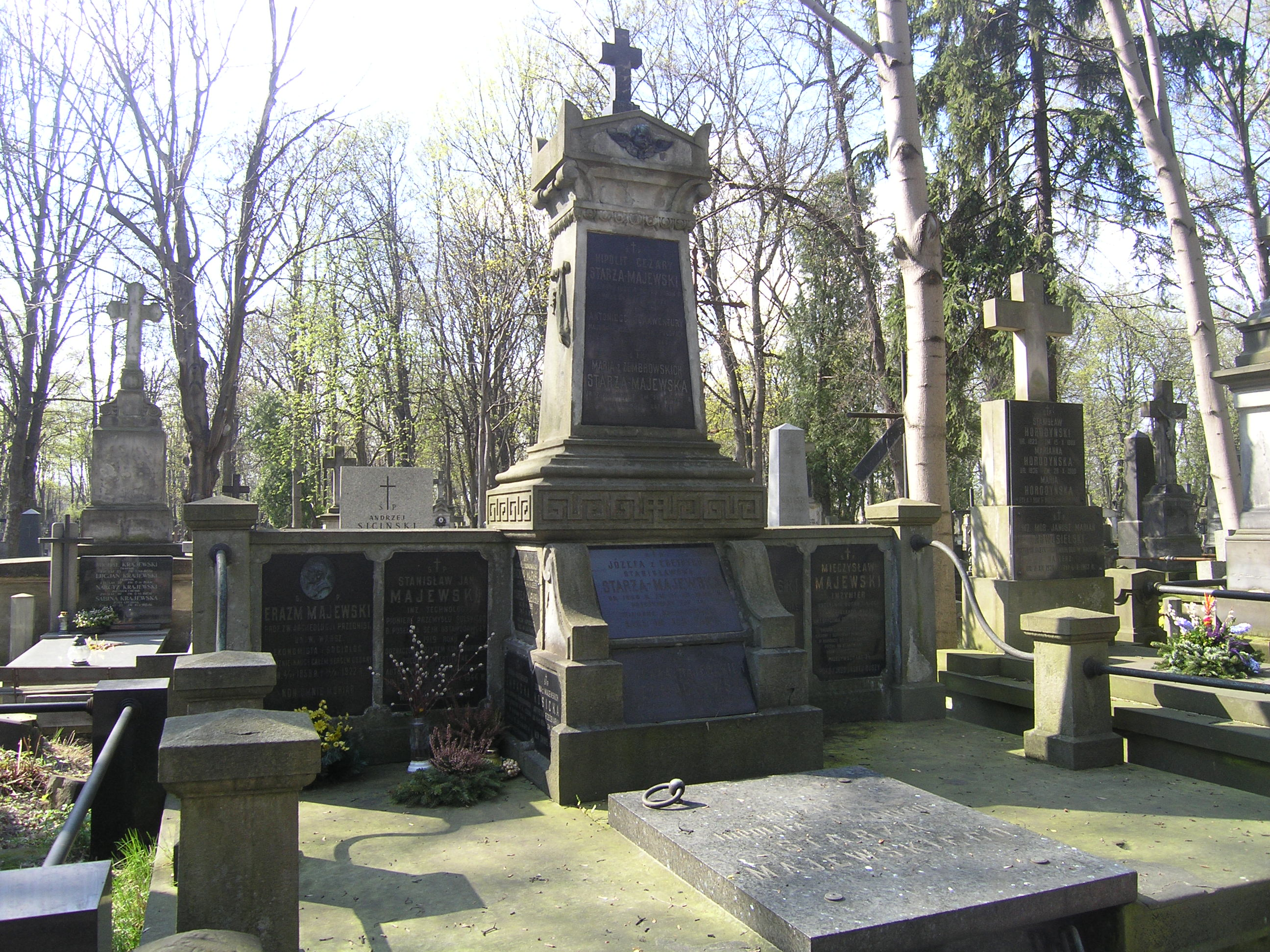
Grobowiec rodziny Majewskich na Powązkach

Ukończył gimnazjum realne w Warszawie. Studiował w Instytucie Technologicznym w Petersburgu, który skończył w 1883 roku. Po ukończeniu studiów prowadził z ojcem i bratem Erazmem Warszawskie Laboratorium Chemiczne, produkujące m.in. wyroby kosmetyczne. W 1889 założył fabrykę ołówków „Majewski St. i S-ka” w Warszawie, w 1895 przeniesionej na teren osady fabrycznej Pruszków. W 1899 zakład przekształcono w Towarzystwo Akcyjne Fabryka Ołówków „St. Majewski i Ska” w Pruszkowie. Od 1885 był działaczem Towarzystwa Kredytowego miasta Warszawy. W 1898 był współorganizatorem Stowarzyszenia Techników w Warszawie.
W 1914 prezes był prezesem Komitetu Obywatelskiego na powiat warszawski oraz członkiem prezydium Komitetu Obywatelskiego guberni warszawskiej. Podczas I wojny światowej był bieżeńcem. W 1918 powrócił z rodziną do Warszawy. W 1919 roku uzyskał mandat z listy nr 1 (ZLN) w okręgu wyborczego nr 15 (Grodzisk Mazowiecki). Pracował w komisjach: likwidacyjnej, przemysłowo-handlowej oraz regulaminowej i nietykalności poselskiej. Po 1922 wycofał się z życia politycznego.
Zmarł podczas II wojny światowej 22 maja 1944 w Warszawie. Został pochowany w grobowcu rodzinnym na cmentarzu Powązkowskim w Warszawie (kwatera F/G-1-14,15,16).

## Życie prywatne
Był synem Hipolita Cezarego Augustyna Majewskiego i Marii z Zembrowskich. Jego bratem był uczony Erazm Majewski (1858–1922). W 1884 roku ożenił się w parafii Kargów z Józefą Erethy. Miał z nią trzy córki: Wisławę (żonę Bronisława Stelmachowskiego), Bognę (żonę Ludomira Zasackiego) i Zdanę (żonę Mieczysława Kosickiego) oraz syna Leszka, który był inżynierem górniczym i przemysłowcem. Jego wnukiem był Marszałek Senatu Andrzej Stelmachowski (1925-2009).

## Prace
- Długoterminowy kredyt hipoteczny umarzalny w świetle cyfr (1904)
- Duch wśród materii (1921, 1927, 1938)
- Wszechenergia wobec materii i życia (1925, 1937)
- Kryzys wartości złota (1937)
- Materializm wobec nauki (1937)

## Ordery i odznaczenia
- Krzyż Komandorski Orderu Odrodzenia Polski – 2 maja 1924[5] „w uznaniu zasług, położonych dla Rzeczypospolitej Polskiej w dziedzinie uzdrawiania stosunków finansowych Państwa”[6]